# روجر بيلي (موظف مدني)
روجر بيلي (بالإنجليزية: Roger Beale)‏ هو موظف مدني أسترالي، ولد في 18 ديسمبر 1946.